# Sretnja
Sretnja este un sat din comuna Danilovgrad, Muntenegru. Conform datelor de la recensământul din 2003, localitatea are 30 de locuitori (la recensământul din 1991 erau 45 de locuitori).

## Demografie
În satul Sretnja locuiesc 27 de persoane adulte, iar vârsta medie a populației este de 53,7 de ani (49,9 la bărbați și 57,6 la femei). În localitate sunt 14 gospodării, iar numărul mediu de membri în gospodărie este de 2,14.
Populația localității este foarte eterogenă.
|  |

| Demografie | Demografie | Demografie |
| An         | Locuitori  | Locuitori  |
| ---------- | ---------- | ---------- |
|            |            |            |
|            |            |            |
|            |            |            |
|            |            |            |
| 1948       | 141        |            |
| 1953       | 239        |            |
| 1961       | 202        |            |
| 1971       | 147        |            |
| 1981       | 105        |            |
| 1991       | 45         | 45         |
| 2003       | 30         | 30         |

| \| Componența etnică conform recensământului din 2003[2] \| Componența etnică conform recensământului din 2003[2] \| Componența etnică conform recensământului din 2003[2] \| Componența etnică conform recensământului din 2003[2] \| Componența etnică conform recensământului din 2003[2] \| \| ----------------------------------------------------- \| ----------------------------------------------------- \| ----------------------------------------------------- \| ----------------------------------------------------- \| ----------------------------------------------------- \| \| \| \| \| \| \| \| Muntenegreni \| Muntenegreni \| \| 15 \| 50% \| \| Sârbi \| Sârbi \| \| 4 \| 13,33% \| \| necunoscută \| necunoscută \| \| 3 \| 10% \| |              |  |    |        |
| Componența etnică conform recensământului din 2003 |              |  |    |        |
| |              |  |    |        |
| Muntenegreni | Muntenegreni |  | 15 | 50%    |
| Sârbi | Sârbi        |  | 4  | 13,33% |
| necunoscută | necunoscută  |  | 3  | 10%    |